# Campeonato Sub-16 femenino de la AFC de 2019
El Campeonato Sub-16 femenino de la AFC 2019 fue la octava edición del Campeonato Asiático Sub-16 de la mujer. Después de una fase clasificatoria participaron ocho equipos de la AFC. El torneo se realizó en Tailandia igual que la versión anterior, entre el 15 y el 28 de septiembre de 2019, con un total de ocho selecciones participantes.
Los dos mejores equipos del torneo clasificaron a la Copa Mundial Femenina de Fútbol Sub-17 de 2021 en India (originalmente en 2020 pero pospuesta debido a la pandemia de COVID-19), además de India, que se había clasificado automáticamente como anfitriones. Sin embargo, la FIFA anunció el 17 de noviembre de 2020 que esta edición de la Copa del Mundo sería cancelada.

## Sistema de competición
El sorteo clasificatorio de la primera fase se realizó el 30 de mayo de 2018 en Kuala Lumpur, Malasia, que es la sede de la AFC. Los 30 equipos que participarán de la etapa clasificatoria fueron divididos en seis grupos de cinco equipos. Este campeonato consta de una fase clasificatoria la que en esta oportunidad se dividió en dos rondas y una fase final.
La primera fase clasificatoria se efectuó entre el 15 de agosto y el 23 de septiembre de 2018. Tres equipos clasificaron automáticamente para la fase final, Corea del Norte, Corea del Sur y Japón, debido a que en la edición 2017 ocuparon los tres primeros lugares, mientras que Tailandia por ser el país anfitrión tiene asegurada su participación en la fase final, aunque independiente de ello decidió participar en la primera fase clasificatoria.

## Formato
Un total de 30 equipos participarán en la fase de clasificación. Debido al aumento en el número de equipos, se programan dos rondas de clasificación por primera vez. La primera ronda está programada del 15 al 23 de septiembre de 2018, y la segunda ronda está programada del 27 de febrero al 7 de marzo de 2019.

## Sorteo
El sorteo se realizó el 23 de mayo de 2019 en el hotel Oakwood en Chonburi, Tailandia.

## Fase de grupos

### Grupo A
| Equipo    | Pts | PJ | PG | PE | PP | GF | GC | Dif |
| --------- | --- | -- | -- | -- | -- | -- | -- | --- |
| Japón     | 7   | 3  | 2  | 1  | 0  | 17 | 0  | +17 |
| Australia | 5   | 3  | 1  | 2  | 0  | 8  | 3  | +5  |
| Tailandia | 3   | 3  | 1  | 0  | 2  | 2  | 14 | -12 |
| Bangladés | 1   | 3  | 0  | 1  | 2  | 2  | 12 | -10 |

| 15 de septiembre de 2019, 16:00 | Japón | 0:0     | Australia | IPE Chonburi Stadium, Chonburi, Tailandia         |                                                   |
|                                 |       | Reporte |           | Asistencia: 223 espectadores Árbitra: Law Bik Chi | Asistencia: 223 espectadores Árbitra: Law Bik Chi |

| 15 de septiembre de 2019, 19:00 | Tailandia     | 1:0 (0:0) | Bangladés | Chonburi Stadium, Chonburi, Tailandia              |                                                    |
|                                 | Thawanrat 59' | Reporte   |           | Asistencia: 300 espectadores Árbitra: Kim Yu-jeong | Asistencia: 300 espectadores Árbitra: Kim Yu-jeong |

| 18 de septiembre de 2019, 16:00 | Bangladés | 0:9 (0:5) | Japón                                                                                 | IPE Chonburi Stadium, Chonburi, Tailandia           |                                                     |
|                                 |           | Reporte   | 2' Hayashi · 6', 23' Hamano · 17' Ota · 43', 51' Nebu · 49' Hiranaka · 60', 61' Tanno | Asistencia: 165 espectadores Árbitra: Mahnaz Zokaee | Asistencia: 165 espectadores Árbitra: Mahnaz Zokaee |

| 18 de septiembre de 2019, 19:00 | Australia                                                  | 6:1 (4:0) | Tailandia     | Chonburi Stadium, Chonburi, Tailandia                   |                                                         |
|                                 | Jancevski 5', 45+1' · Lowry 27', 45+3' · Beaumont 54', 59' | Reporte   | 70' Jinantuya | Asistencia: 250 espectadores Árbitra: Bùi Thị Thu Trang | Asistencia: 250 espectadores Árbitra: Bùi Thị Thu Trang |

| 21 de septiembre de 2019, 16:00 | Tailandia | 0:8 (0:3) | Japón                                                                             | Chonburi Stadium, Chonburi, Tailandia              |                                                    |
|                                 |           | Reporte   | 28', 49' Hamano · 31', 33' Nishio · 50' Tanno · 61' Oyama · 70' Inose · 86' Amano | Asistencia: 250 espectadores Árbitra: Kim Yu-jeong | Asistencia: 250 espectadores Árbitra: Kim Yu-jeong |

| 21 de septiembre de 2019, 16:00 | Australia              | 2:2 (0:1) | Bangladés       | IPE Chonburi Stadium, Chonburi, Tailandia            |                                                      |
|                                 | Mihocic 77' · Zois 80' | Reporte   | 21', 78' Khatun | Asistencia: 172 espectadores Árbitra: Mahsa Ghorbani | Asistencia: 172 espectadores Árbitra: Mahsa Ghorbani |

### Grupo B
| Equipo          | Pts | PJ | PG | PE | PP | GF | GC | Dif |
| --------------- | --- | -- | -- | -- | -- | -- | -- | --- |
| Corea del Norte | 9   | 3  | 3  | 0  | 0  | 17 | 0  | +17 |
| China           | 6   | 3  | 2  | 0  | 1  | 3  | 2  | -1  |
| Corea del Sur   | 3   | 3  | 1  | 0  | 2  | 3  | 5  | -2  |
| Vietnam         | 0   | 3  | 0  | 0  | 3  | 0  | 14 | -14 |

| 16 de septiembre de 2019, 16:00 | Corea del Norte | 10:0 (2:0) | Vietnam | IPE Chonburi Stadium, Chonburi, Tailandia             |                                                       |
|                                 | Kim Chung-mi 8' · Sin Pom-hyang 44' (pen.), 90+2' · Myong Yu-jong 51', 85' · Kim Hye-yong 55' · Hong Song-ok 57' · Ham Ju-hyang 67' · Kim Kye-jong 71', 78' | Reporte    |         | Asistencia: 105 espectadores Árbitra: Thein Thein Aye | Asistencia: 105 espectadores Árbitra: Thein Thein Aye |

| 16 de septiembre de 2019, 19:00 | Corea del Sur | 0:2 (0:0) | China                                   | Chonburi Stadium, Chonburi, Tailandia               |                                                     |
|                                 |               | Reporte   | 66' Zou Mengyao · 75' (pen.) Shao Ziqin | Asistencia: 80 espectadores Árbitra: Mahsa Ghorbani | Asistencia: 80 espectadores Árbitra: Mahsa Ghorbani |

| 19 de septiembre de 2019, 16:00 | China | 0:4 (0:2) | Corea del Norte                                                             | IPE Chonburi Stadium, Chonburi, Tailandia            |                                                      |
|                                 |       | Reporte   | 27' Kim Chung-mi · 36' Myong Yu-jong · 60' Sin Pom-hyang · 83' Hong Song-ok | Asistencia: 119 espectadores Árbitra: Rebecca Durcau | Asistencia: 119 espectadores Árbitra: Rebecca Durcau |

| 19 de septiembre de 2019, 19:00 | Vietnam | 0:3 (0:2) | Corea del Sur                                                   | Chonburi Stadium, Chonburi, Tailandia                  |                                                        |
|                                 |         | Reporte   | 17' Hwang Ah-yun · 20' Jang Jin-yeong · 90+1' (a.g.) Vũ Thị Hoa | Asistencia: 100 espectadores Árbitra: Asmita Manandhar | Asistencia: 100 espectadores Árbitra: Asmita Manandhar |

| 22 de septiembre de 2019, 16:00 | Corea del Norte                                         | 3:0 (1:0) | Corea del Sur | Chonburi Stadium, Chonburi, Tailandia            |                                                  |
|                                 | Myong Yu-jong 36' · Hong Song-ok 56' · Kim Hye-yong 68' | Reporte   |               | Asistencia: 80 espectadores Árbitra: Law Bik Chi | Asistencia: 80 espectadores Árbitra: Law Bik Chi |

| 22 de septiembre de 2019, 16:00 | China          | 1:0 (0:0) | Vietnam | IPE Chonburi Stadium, Chonburi, Tailandia            |                                                      |
|                                 | Shao Ziqin 81' | Reporte   |         | Asistencia: 83 espectadores Árbitra: Thein Thein Aye | Asistencia: 83 espectadores Árbitra: Thein Thein Aye |

## Fase final
|  | Semifinales      | Semifinales      |   |                  | Final            | Final |  |
|  |                  |                  |   |                  |                  |       |  |
|  |                  |                  |   |                  |                  |       |  |
|  | 25 de septiembre |                  |   |                  |                  |       |  |
|  | Japón            | 2                |   |                  |                  |       |  |
|  | China            | 0                |   |                  |                  |       |  |
|  |                  |                  |   |                  |                  |       |  |
|  |                  |                  |   |                  | 28 de septiembre |       |  |
|  |                  |                  |   |                  | Japón            | 2     |  |
|  |                  | Corea del Norte  | 1 |                  |                  |       |  |
|  |                  |                  |   |                  |                  |       |  |
|  |                  |                  |   |                  |                  |       |  |
|  |                  |                  |   |                  | Tercer lugar     |       |  |
|  | 25 de septiembre | 25 de septiembre |   | 28 de septiembre | 28 de septiembre |       |  |
|  | Corea del Norte  | 3                |   | China            | 2                |       |  |
|  | Australia        | 0                |   |                  | Australia        | 1     |  |

### Semifinales
| 25 de septiembre de 2019, 12:00 | Corea del Norte                         | 3:0 (2:0) | Australia | Chonburi Stadium, Chonburi, Tailandia                 |                                                       |
|                                 | Kim Hye-yong 14', 17' · Kim Pom-i 90+3' | Reporte   |           | Asistencia: 150 espectadores Árbitra: Thein Thein Aye | Asistencia: 150 espectadores Árbitra: Thein Thein Aye |

| 25 de septiembre de 2019, 16:00 | Japón                   | 2:0 (0:0) | China | Chonburi Stadium, Chonburi, Tailandia                   |                                                         |
|                                 | Nishio 68' · Hamano 82' | Reporte   |       | Asistencia: 152 espectadores Árbitra: Bùi Thị Thu Trang | Asistencia: 152 espectadores Árbitra: Bùi Thị Thu Trang |

### Tercer puesto
| 28 de septiembre de 2019, 16:00 | China                             | 2:1 (0:1) | Australia | Chonburi Stadium, Chonburi, Tailandia              |                                                    |
|                                 | Shi Xiaomin 78' · Zou Mengyao 82' | Reporte   | Lowry 1'  | Asistencia: 180 espectadores Árbitra: Kim Yu-jeong | Asistencia: 180 espectadores Árbitra: Kim Yu-jeong |

### Final
| 28 de septiembre de 2019, 20:00 | Japón                   | 2:1 (2:1) | Corea del Norte        | Chonburi Stadium, Chonburi, Tailandia             |                                                   |
|                                 | Amano 19' · Hayashi 23' | Reporte   | Hong Song-ok 9' (pen.) | Asistencia: 280 espectadores Árbitra: Law Bik Chi | Asistencia: 280 espectadores Árbitra: Law Bik Chi |

| Bandera de Japón |
| Campeón Japón    |
| 4.to título      |

## Equipos clasificados para la Copa Mundial Femenina Sub-17 de la FIFA
Los siguientes tres equipos de la AFC se habrían clasificado para la Copa Mundial Femenina de Fútbol Sub-17 de 2021, antes de que se cancelara el torneo, incluida India, que se había clasificado automáticamente por ser el anfitrión.
| Equipo          | Fecha de clasificación   |
| --------------- | ------------------------ |
| India           | 15 de marzo de 2019      |
| Corea del Norte | 25 de septiembre de 2019 |
| Japón           | 25 de septiembre de 2019 |